# Astronomia visible

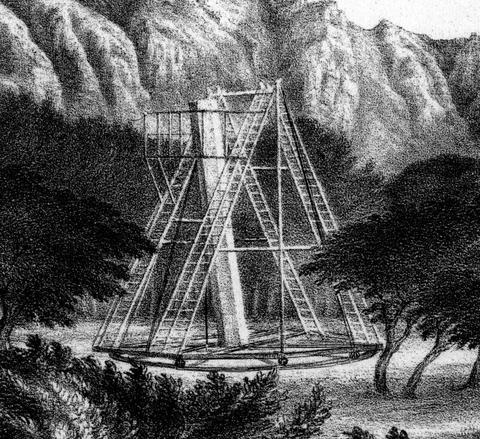
Telescopi de John Herschel

La Galàxia M51 amb llum visual

L'astronomia visible  és l'àrea de l'astronomia que utilitza llum per estudiar l'univers en una petita regió de l'espectre electromagnètic, coincident en gran part amb la qual l'ull humà pot detectar. És la part més antiga de l'astronomia, ja que recentment al segle xx van començar a ser usades en la investigació astronòmica regions de l'espectre electromagnètic diferents a la visible. Abasta una àmplia varietat d'observació a través de telescopis que són sensibles al rang de llum visible (telescopi òptic). Inclou la formació d'imatges, on es fa una imatge d'algun tipus de l'objecte; fotometria, on es mesura la quantitat de llum procedent d'un objecte, espectroscòpia, on es mesura la distribució de la llum que fa la seva longitud d'ona, i polarimetria, on es mesura l'estat de polarització de la llum. Un exemple d'espectroscòpia és l'estudi de les línies espectrals per a comprendre quin tipus de matèria lluminosa està travessant. L'astronomia visible també inclou mirar al cel durant la nit (astronomia amateur). l'astronomia de llum visible és part de l'astronomia òptica, i es diferencia de astronomies basades en tipus de llum invisibles a l'espectre de radiació electromagnètica, com ones de ràdio, ones infraroges, ones ultraviolades, ones de raigs X i onades de raigs gamma.
Fins a finals del segle xix, l'únic detector utilitzat era l'ull. L'eina principal que utilitza és el telescopi.humà, però l'adveniment de la imatge va canviar això, permetent un augment enorme de la sensibilitat de les observacions. En comptes de la fracció de segon en què l'ull rep fotons abans d'enviar el senyal al cervell, es podia exposar una placa fotogràfica durant hores.
La placa fotogràfica es va emprar tant per detectar imatges com espectres. En el segon cas, un espectrògraf separa la llum que arriba al focus del telescopi per longitud d'ona, i el resultat queda registrat a la placa fotogràfica. En les últimes dècades del segle xx, la placa fotogràfica es va anar reemplaçant gradualment per detectors electrònics, el més útil i àmpliament usat d'ells sent el CCD. Tot i l'obertura de noves regions de l'espectre a la investigació astronòmica, l'astronomia òptica segueix sent una àrea immensament activa.

## Inicis

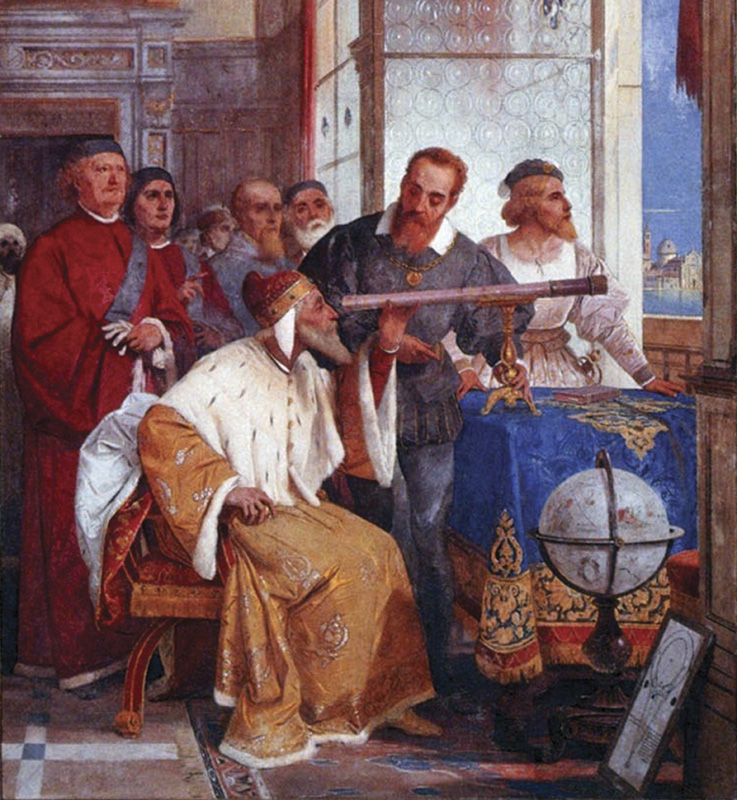
Fresc de Giuseppe Bertini representant Galileu mostrant al Dux de Venècia com usar el telescopi

Sobre la base de les descripcions incertes del primer telescopi pràctic, inventat per Hans Lippershey als Països Baixos en 1608, Galileu, l'any següent, va fer un telescopi amb prop de 3 augments. Més tard va fer versions millorades amb fins aproximadament 30 augments. Amb un telescopi refractor l'observador podria veure augmentades imatges verticals en la terra, que era el que comunament es coneix com a telescopi terrestre o lentes. També podria utilitzar-lo per observar el cel; durant un temps va ser un dels que podien construir telescopis prou bons per a aquest propòsit. El 25 d'agost de 1609, va fer una demostració d'un dels seus primers telescopis, amb un augment de prop de 8 o 9, als governants de la República de Venècia. Els seus telescopis eren també una activitat secundària rendible per a Galileu, qui els venia als comerciants, que els eren útils tant al mar com a terra com articles de comerç. Va publicar les seves primeres observacions astronòmiques telescòpiques en març de 1610 en un breu tractat titulat Sidereus Nuncius (Missatger estrellat).

## Efecte de la lluminositat de l'entorn
La visibilitat dels objectes celestes en el cel nocturn es veu afectada per la contaminació lumínica. La presència de la Lluna al cel nocturn ha dificultat històricament l'observació astronòmica mitjançant l'augment de la quantitat de llum ambiental. Amb l'adveniment de les fonts de llum artificials, però, la contaminació lumínica ha estat un problema creixent per a l'observació del cel nocturn. Els filtres especials i modificacions als dispositius d'il·luminació poden ajudar a alleujar aquest problema, però per als millors punts de vista, tant els astrònoms òptics professionals com aficionats busquen la visualització dels llocs ubicats lluny de les principals zones urbanes.